# Landkreis Neustadt an der Weinstraße
Der Landkreis Neustadt an der Weinstraße war ein bis 1969 bestehender Landkreis (bis Ende 1938 Bezirksamt) in Südwestdeutschland, der bis 1936 und dann noch einmal einige Jahre nach dem Zweiten Weltkrieg den Namen Neustadt an der Haardt trug. Sitz der Kreisverwaltung war die namensgebende Stadt Neustadt an der Weinstraße, die dem Landkreis aber nicht angehörte.

## Geographie
Der Landkreis grenzte Anfang 1969 im Uhrzeigersinn im Norden beginnend an die Landkreise Frankenthal (Pfalz), Ludwigshafen am Rhein und Speyer, an die kreisfreie Stadt Neustadt an der Weinstraße sowie an die Landkreise Landau in der Pfalz, Bergzabern und Kaiserslautern.

## Geschichte
Der spätere Landkreis entstand 1818 im Königreich Bayern als Landkommissariat Neustadt, aus dem 1862 das  Bezirksamt Neustadt an der Haardt wurde. Am 1. Oktober 1902 wurde aus 22 Gemeinden des Bezirksamts das neue Bezirksamt Dürkheim gebildet. Am 1. März 1920 schied die Stadt Neustadt an der Haardt aus dem Bezirksamt aus und wurde zur kreisunmittelbaren Stadt. Das Bezirksamt Dürkheim wurde 1931 wieder aufgelöst und in das Bezirksamt Neustadt an der Haardt zurückgegliedert.

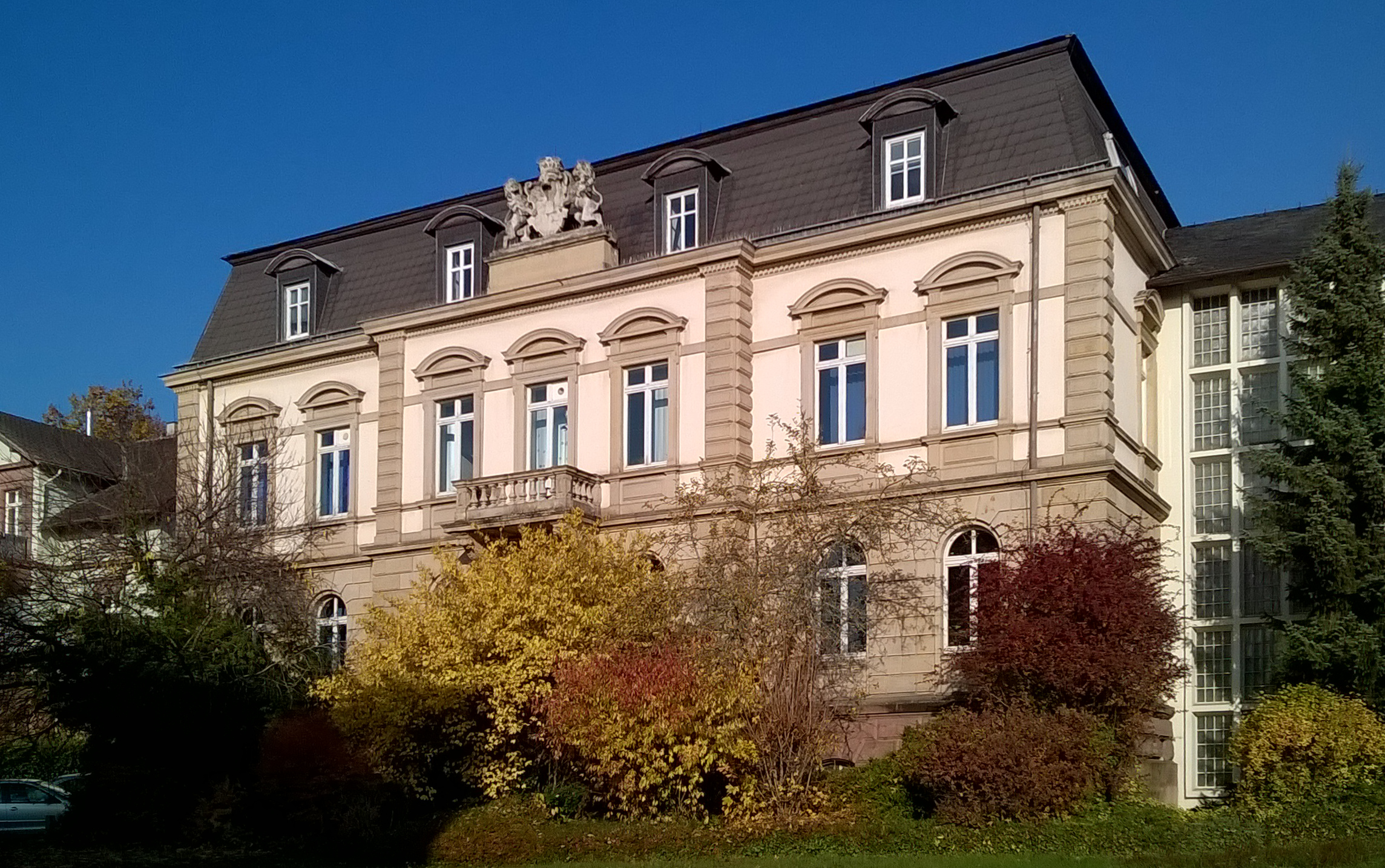
Sitz des Bezirksamtes in Neustadt

Am 12. November 1936 wurde das Bezirksamt Neustadt an der Haardt in Bezirksamt Neustadt an der Weinstraße umbenannt. 1939 wurde das Bezirksamt wie alle bayerischen Bezirksämter in Landkreis umbenannt. Nach dem Zweiten Weltkrieg wurde der Landkreis Teil der französischen Besatzungszone und kam zu Rheinland-Pfalz. Er wurde zunächst in Landkreis Neustadt an der Haardt umbenannt, bis er 1950 seinen endgültigen Namen Landkreis Neustadt an der Weinstraße erhielt.
Im Zuge der rheinland-pfälzischen Gebietsreform wurde der Landkreis am 7. Juni 1969 aufgelöst:
- Die sieben Umlandgemeinden Geinsheim, Gimmeldingen, Haardt an der Weinstraße, Hambach an der Weinstraße, Königsbach an der Weinstraße, Lachen-Speyerdorf und Mußbach wurden als Ortsteile in die kreisfreie Stadt Neustadt an der Weinstraße eingemeindet.
- Die Gemeinden Birkenheide und Rödersheim wechselten in den Landkreis Ludwigshafen (heute Rhein-Pfalz-Kreis). Rödersheim fusionierte dort mit Alsheim-Gronau zur Gemeinde Rödersheim-Gronau.
- Alle übrigen Gemeinden kamen zum neu geschaffenen Landkreis Bad Dürkheim.[2]

Von den Gemeinden des Altkreises Neustadt an der Weinstraße wurde am 16. März 1974 auch noch die Gemeinde Duttweiler in die kreisfreie Stadt Neustadt an der Weinstraße eingegliedert.

## Einwohnerentwicklung
| Jahr | Einwohner | Quelle |
| ---- | --------- | ------ |
| 1864 | 66.378    | [ 3 ]  |
| 1885 | 72.813    | [ 4 ]  |
| 1900 | 79.462    | [ 5 ]  |
| 1910 | 53.578    | [ 5 ]  |
| 1925 | 37.082    | [ 5 ]  |
| 1939 | 74.906    | [ 5 ]  |
| 1950 | 85.683    | [ 5 ]  |
| 1960 | 95.600    | [ 5 ]  |
| 1968 | 101.956   |        |

## Bezirksamtmänner und Landräte
- 1931–193200Kurt Wolf
- 1935–194000Adolf Niedhammer
- 19450000000Julius Pieper
- 1945–194600Hanns Haberer
- 1948–196800Walter Unckrich

## Gemeinden
Zum Zeitpunkt seiner Auflösung gehörten dem Landkreis vier Städte und 35 weitere Gemeinden an:
- Bad Dürkheim, Stadt
- Birkenheide
- Bobenheim am Berg
- Dackenheim
- Deidesheim, Stadt
- Duttweiler
- Ellerstadt
- Elmstein
- Erpolzheim
- Esthal
- Forst an der Weinstraße
- Frankeneck
- Freinsheim
- Friedelsheim
- Geinsheim
- Gimmeldingen
- Gönnheim
- Haardt an der Weinstraße
- Hambach an der Weinstraße
- Hardenburg
- Haßloch
- Herxheim am Berg
- Kallstadt
- Königsbach an der Weinstraße
- Lachen-Speyerdorf
- Lambrecht, Stadt
- Leistadt
- Lindenberg
- Meckenheim
- Mußbach
- Neidenfels
- Niederkirchen bei Deidesheim
- Rödersheim
- Ruppertsberg
- Ungstein
- Wachenheim an der Weinstraße, Stadt
- Weidenthal
- Weisenheim am Berg
- Weisenheim am Sand

Die Gemeinde Winzingen wurde 1892 in die Stadt Neustadt a./H. eingemeindet. Die Gemeinden Grethen und Seebach wurden am 31. März 1935 in die Stadt Bad Dürkheim eingemeindet.

## Kfz-Kennzeichen
Am 1. Juli 1956 wurde dem Landkreis bei der Einführung der bis heute gültigen Kfz-Kennzeichen das Unterscheidungszeichen NH zugewiesen. Bereits am 1. August 1956 erhielt er die neue Kennung NW. Diese wird in der kreisfreien Stadt Neustadt an der Weinstraße durchgängig bis heute ausgegeben.